# 11720 Horodyskyj
11720 Horodyskyj eller 1998 HZ99 är en asteroid i huvudbältet som upptäcktes den 21 april 1998 av LINEAR i Socorro County, New Mexico. Den är uppkallad efter Ulyana N. Horodyskyj.
Asteroiden har en diameter på ungefär 4 kilometer.